# Барадеро (округ)
Округ Барадеро (ісп. Baradero) — адміністративно-територіальна одиниця 2-ого рівня у провінції Буенос-Айрес в центральній Аргентині. Адміністративний центр округу — Барадеро.
Населення округу становить 32761 особу (2010). Площа — 1514 кв. км.

## Історія
Округ заснований у 1784 році.

## Населення
У 2010 році населення становило 32761 особу. З них чоловіків — 16193, жінок — 16568.

## Політика
Округ належить до 2-ого виборчого сектору провінції Буенос-Айрес.